# Gloria Shillingford
Gloria Marilyn Shillingford är en dominicansk lärare och politiker inom Dominicas arbetarparti. Hon har innehaft positionen som politiker i House of Assembly of Dominica sedan 2005.
Shillingford tog examen från Teikyo-Westmar University med en filosofie kandidatexamen.  Hon började arbeta som lärare 1979, och blev så småningom[när?] blev rektor för St. Andrews High School. Hon förblev inom utbildning tills hon blev involverad inom parlamentarisk politik.[källa behövs]